# Phare du Río Negro
Le phare du Río Negro (en espagnol : Faro Río Negro) ou Faro de la Boca est un phare actif à 32 km de la ville de Viedma (Département d'Adolfo Alsina), dans la Province de Río Negro en Argentine.
Il est géré par le Servicio de Hidrografía Naval (SHN) de la marine.
Le phare est classé monument historique national depuis historique national novembre 2010.

## Histoire
Ce phare, mis en service le 25 mai 1887, se trouve du côté ouest de l'embouchure du Río Negro à côté de la station balnéaire d'El Cóndor. Il est le plus vieux phare argentin construit sur la côte de la Patagonie.
Sur la plage, à proximité du phare, se trouve un mémorial dédié aux militaires argentins tués au cours de la guerre des Malouines de 1982.

## Description
Ce phare est une tour cylindrique en maçonnerie, avec une galerie et une lanterne de 16,5 m de haut au centre d'une maison hexagonale de gardiens. Le bâtiment est totalement peint en blanc. Il émet, à une hauteur focale de 43,5 m, deux éclats blancs, rouge et vert selon secteurs d'une seconde par période de 20 secondes. Sa portée est de 12 milles nautiques (environ 30 km) pour le feu blanc et 12 milles nautiques (environ 22 km) pour le feu de réserve.
Identifiant : ARLHS : ARG-012 - Amirauté : G1028 - NGA : 110-19588 .

## Caractéristique dufeu maritime
Fréquence : 20 secondes (W-W)
- Lumière : 1 seconde
- Obscurité : 4 secondes
- Lumière : 1 seconde
- Obscurité : 14 secondes

|          |
| Le phare |

### Lien connexe
- Liste des phares d'Argentine